# Susan Kay
Susan Kay, född 1953 i Manchester, är en brittisk författare. 
Kay är mest känd för sin bok Phantom från 1990 (utgiven på svenska 1992 under titeln Mannen bakom masken), vilken spinner vidare på historien om Erik, den motbjudande, briljanta karaktären från Gaston Lerouxs roman Fantomen på Operan, i ett episodiskt format av sju kapitel från olika karaktärers synvinklar. Boken tilldelades Romantic Novel of the Year Award 1991.
Hennes första bok Legacy från 1985 (utgiven på svenska 1988 under titeln Elisabet), om Elisabet I:s liv, vann Georgette Heyer Historical Novel Prize (ett pris för historiska noveller som delades ut till minne av Georgette Heyer åren 1978 till 1989) och Betty Trask Award 1985.
Kay arbetade tidigare som lärare och bor nu med man och två barn i Cheshire.